# Carlo Galeffi
Carlo Galeffi (Malamocco prop de Venècia (Vèneto), 4 de juny, 1882 - Roma (Laci), 22 de setembre, 1961)), fou un cantant d'òpera italià (baríton).

## Biografia
Va estudiar a París amb Giovanni Sbrigla i a Roma amb Antonio Cotogni. Va debutar a l'escenari el 1904 a Roma com Lord Ashton a Lucia di Lammermoor. El 1910 va fer la seva primera i única aparició al Metropolitan Opera de Nova York, cantant el paper de Germont a La traviata al costat de Nellie Melba, que va interpretar el paper de Violetta. El 1911 va actuar a Buenos Aires en l'estrena dIsabeau de Pietro Mascagni. El 1913 va debutar en el paper principal a Nabucco a l'escenari de La Scala de Milà. Allà més tard va interpretar els papers de Manfred a l'estrena mundial de L'amore dei tre re (1913) d'Italo Montemezzi i Fanuel a l'estrena mundial de Nerone d'Arrigo Boito (1924), així com de Amfortas a l'estrena italiana de Parsifal (1914). Va ser el primer a interpretar el paper principal aGianni Schicchi de Giacomo Puccini durant l'estrena europea d'aquesta òpera (1919) Amb aquest paper es va acomiadar de l'escenari l'any 1954 al Teatro Colón de Buenos Aires.
Els seus papers emblemàtics inclouen Scarpia a Tosca, Amfortas a Parsifal, Amonastro a Aïda i els papers principals a Rigoletto i Guillaume Tell.